# Olivier Clément
Olivier Clément (ur. 17 listopada 1921 w Cevennes, zm. 15 stycznia 2009 w Paryżu) – francuski teolog prawosławny, pisarz.

## Życiorys
W młodości był ateistą. Został prawosławnym z własnego wyboru. Od 1953 wykładał w Instytucie Teologii Prawosławnej św. Sergiusza w Paryżu. Zajmował się problematyką teologiczną i filozoficzną: zagadnieniem przebóstwienia, pismami mistyków, antropologią oraz literaturoznawstwem. Opublikował  książki-wywiady patriarchą Atenagorasem i Bartłomiejem I. Był jednym z czołowych przedstawicieli prawosławia w Europie Zachodniej. Był przewodniczącym francuskiej Federacji Pisarzy Chrześcijańskich.

## Publikacje w języku polskim
- Trzy modlitwy: Ojcze nasz, Modlitwa do Ducha Świętego, Modlitwa świętego Efrema, przeł. Kazimierz Łukowicz, Kraków: Wydawnictwo WAM 1997.
- Inne słońce. Duchowa autobiografia, przeł. Maria Żurowska, Warszawa: Wydawnictwo Księży Marianów 1998.
- Prawda was wyzwoli. Rozmowy z Patriarchą ekumenicznym Bartłomiejem I, przeł. Janina Dembska, Maria Żurowska, Warszawa: "Verbinum" 1998.
- Ciało śmiertelne i chwalebne : wprowadzenie do teopoetyki ciała, przeł. Maria Żurowska, Warszawa: Wydawnictwo Księży Marianów 1999.
- Rzym inaczej. Prawosławny wobec papiestwa, przeł. Maria Żurowska, Warszawa: Wydawnictwo Księży Marianów 1999.
- Chrystus zmartwychwstał. Rozważania na temat świąt chrześcijańskich, przeł. Helena Sobieraj, Paryż: "Cerf" – Kraków: Stowarzyszenie Pomocy Wydawnictwom Katolickim na Ukrainie "Kairos" 2003.
- (współautor: Marko Ivan Rupnik) Nawet jeśli umrze będzie żył. Szkice o zmartwychwstaniu ciał, przeł. Andrzej Hejnowicz, Kraków: Wydawnictwo OO.Franciszkanów "Bratni Zew" 2006.
- Pamiętniki nadziei, rozmowa z Jeanem-Claude'em Noyerem, przeł. Maria Żurowska, Poznań: Wydawnictwo Polskiej Prowincji Dominikanów W drodze 2008.
- Taizé: poszukiwanie sensu życia, przeł. Maria Prussak, Poznań: Drukarnia i Księgarnia Świętego Wojciecha - Wydawnictwo Święty Wojciech 2009.
- Sołżenicyn na nowo odczytany, przeł. Krystyna Rottenberg, Warszawa: Oficyna Wydawniczo-Poligraficzna "Adam" 2012.